# Rue de Cérisoles
Pour les articles homonymes, voir Ceresole.
La rue de Cérisoles est une voie du 8e arrondissement de Paris.

## Situation et accès
Située dans le quartier François-Ier, elle commence au 26, rue Clément-Marot et se termine au 46, rue François-Ier.

## Origine du nom

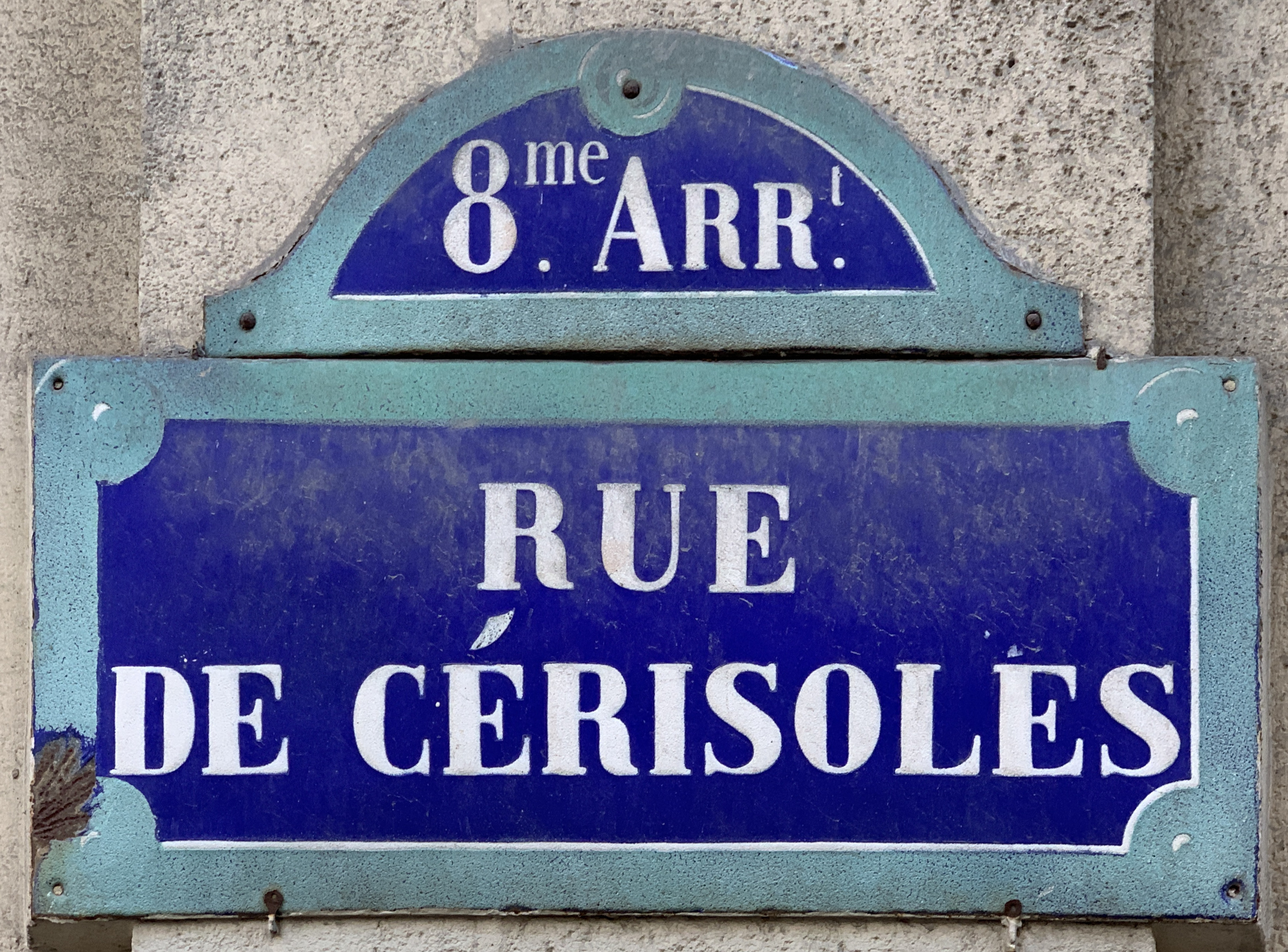
Plaque de la rue.

Elle porte le nom d'un bourg du royaume d'Italie (anciens États Sardes) où le 15 avril 1544, les Français commandés par François de Bourbon comte d'Enghien et Gaspard de Coligny, remportèrent une victoire décisive sur les Impériaux et les Espagnols.

## Historique
Cette voie est ouverte sous sa dénomination actuelle en 1884 par la société anonyme des constructions du quartier Marbeuf.
Elle est classée comme voie publique de la voirie de Paris par décret du 30 juin 1887.
Au no 3, Jean Fouquet (joaillier), fils de Georges Fouquet, avait ses ateliers.

## Sources
- Félix de Rochegude, Promenades dans toutes les rues de Paris. VIIIe arrondissement, Paris, Hachette, 1910.